# 캘리포니아 공화국
캘리포니아 공화국(영어: California Republic, 스페인어: República de California)은 멕시코령 캘리포니아에서 멕시코의 지배에 반기를 든 미국계 이주민이 선언한 공화국이다. 수도는 캘리포니아주 소노마 시이다. 1846년 6월 14일 멕시코로부터 독립을 선언한 뒤에 같은해 7월 9일 미국에 합병됨으로써 29일 동안 존속한 공화국이다. 이 깃발은 현재의 캘리포니아주의 깃발이다.

캘리포니아 주의 기(현재)

## 같이 보기
- 텍사스 공화국